# Albatros C.II
Albatros C.II – niemiecki dwupłatowy samolot rozpoznawczy z okresu I wojny światowej, zaprojektowany i zbudowany w wytwórni Albatros-Werke GmbH. Zbudowana w jednym egzemplarzu maszyna nie weszła do produkcji seryjnej.

## Historia

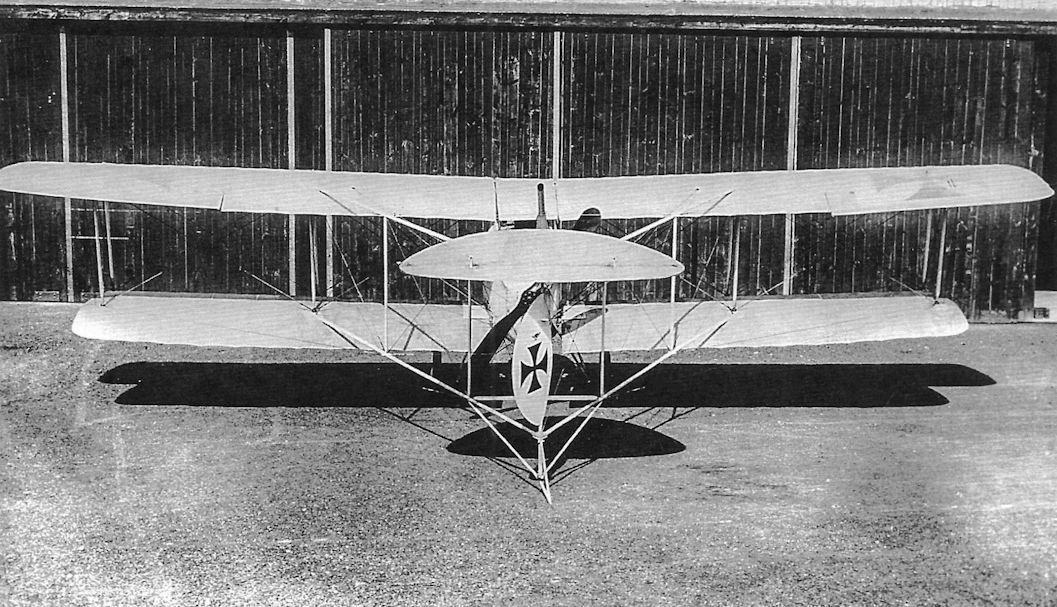
Albatros C.II nr 27/16 w widoku od tyłu

Na początku 1916 roku w zakładach Albatros-Werke GmbH powstał projekt dwupłatowego samolotu rozpoznawczego Albatros C.II, będący odejściem od stosowanej dotychczas w tej wytwórni koncepcji maszyn z napędem w postaci silnika ze śmigłem ciągnącym. C.II różnił się od poprzedników brakiem klasycznego kadłuba, który zastąpiła gondola mieszcząca załogę i silnik ze śmigłem w układzie pchającym oraz kratownica (niem. Gitterschwanz). Do budowy samolotu użyto kompletnego zestawu skrzydeł i podwozia z samolotu Albatros C.I, a jego napęd stanowił silnik rzędowy Benz Bz.III o mocy 112 kW (150 KM). Wygląd Albatrosa C.II był zbliżony do brytyjskiego myśliwca Airco DH.2.
Zbudowany w 1916 roku prototyp otrzymał wojskowy numer 27/16. Zbudowany został w celu porównania zalet i wad napędu ze śmigłem pchającym w stosunku do „klasycznego” dla Albatrosa układu z silnikiem umieszczonym z przodu i nie był dalej rozwijany.

## Opis konstrukcji i dane techniczne
Albatros C.II był jednosilnikowym, dwumiejscowym dwupłatem rozpoznawczym. Rozpiętość skrzydeł wynosiła od 13,08 metra (górne) do 11,28 metra (dolne), zaś ich cięciwy 1,8 metra. Odległość między skrzydłami górnym i dolnym wynosiła 1,66 metra. Napęd stanowił chłodzony cieczą 6-cylindrowy silnik rzędowy Benz Bz.III o mocy 112 kW (150 KM).